# Dioon mejiae
Dioon mejiae е вид растение от семейство Замиеви (Zamiaceae).

## Разпространение
Видът е разпространен в Хондурас.